# Bandera del estado Miranda
La bandera del estado Miranda, en Venezuela, es la aprobada en la reforma a Ley de Símbolos por parte del Consejo Legislativo del Estado Miranda (Parlamento Regional) en el mes de julio de 2006.

## Significado de colores
El color negro representó a la raza negra que luchó junto a Miranda, hoy en día representa lo mismo. El color rojo representó la raza "parda"; es decir, a los mulatos que surgieron posterior a la colonización (blancos con negros). Estos ocupaban la región de la provincia de Caracas. Hoy en día, representa la sangre derramada en la lucha independentista. El color amarillo, por su parte, para Francisco de Miranda significó un homenaje a los indígenas que habitaban la región de Venezuela. Hoy en día significa la ganancia por la lucha que se obtenía en la recuperación del territorio venezolano del yugo español.

## Historia
Esta bandera surge a raíz de la aprobación de la nueva Constitución Regional, la bandera, el escudo y el nombre oficial del Estado cambiaron, pues también se realizó la reforma de la Ley de Símbolos por parte del Consejo Legislativo del Estado en 2006.
El presidente del Consejo Legislativo, Gleen Emilio Rivas, informó que los cambios realizados a los símbolos buscan devolverle la identidad al pueblo mirandino. En el caso de la nueva bandera, ésta lleva tres franjas horizontales con los colores negro, amarillo y rojo, como homenaje a la bandera militar que hace 200 años diseñó Francisco de Miranda llamada "Bandera militar de Miranda" esta fue usada como estandarte oficial del proyectado nuevo Ejército. La bandera es citada en el Catálogo de Documentos del Archivo General de Las Indias en Sevilla. Según se establecía, la bandera constaba de 3 franjas iguales de los colores negro, rojo y amarillo representativos de las 3 etnias que componían el país, negros, pardos e indios y pudo haber sido diseñada en 1800 la bandera tiene una proporción de 9 a 14 de ancho a largo, es más grande que la bandera de Alemania que su proporción es de 3 a 5 de ancho a largo respectivamente pero se le agregaron las estrellas y el sol para evitar cualquier confusión con la bandera alemana.

Bandera militar de Francisco de Miranda de 1800 en la que se basa la actual bandera del estado Miranda.

Destacó que en la parte superior de color negro, se representa a la raza negra que conforma el grupo étnico mayoritario ubicado en la Subregión de Barlovento. En el costado izquierdo de esta franja, está también un sol naciente como referencia del astro que calienta las costas barloventeñas y dentro de él, dos ramas con frutos de cacao. Debajo de éstas lleva la inscripción Libertad o Muerte. 
En la parte central de color rojo, se representa a los pardos (cruce entre blancos y negros), distribuidos en todo el territorio de lo que para entonces se conocía como la Provincia de Caracas, incluido Barlovento, las áreas costeras y los valles centrales. Están dispuestas seis estrellas blancas, que representan las subregiones: Altos Mirandinos, Valles del Tuy, Área Metropolitana, Guarenas-Guatire (estrellas gemelas) y Barlovento. La franja inferior, de color amarillo, rinde homenaje a la población indígena.

## Bandera anterior
La anterior bandera del Estado Miranda, no es la primera que el estado tuvo, se creó en el año 1995 y fue producto de un concurso que se realizó en algunas escuelas. Está constituida por dos franjas horizontales de igual tamaño, los colores del pabellón son azul, verde y amarillo. El primero simboliza la cuenca del río Tuy; el verde representa las tierras fértiles de la geografía mirandina y sus amplios recursos agrícolas; y el amarillo en su centro, con los doce rayos, quiere significar al Sol que baña durante todo el año las playas de Barlovento. Las ramas de Cacao, ubicadas a los lados de la bandera, plasman la vocación agrícola de la entidad, a través del producto estatal del siglo XIX en la zona de Barlovento, que aún hoy es reconocido como el mejor del mundo en la producción de chocolate.